# Larochea scitula
Larochea scitula is een slakkensoort uit de familie van de Larocheidae. De wetenschappelijke naam van de soort is voor het eerst geldig gepubliceerd in 1993 door B. A. Marshall.